# Chhisti
Chhisti (nep. छिस्ती) – gaun wikas samiti w zachodniej części Nepalu w strefie Dhawalagiri w dystrykcie Baglung. Według nepalskiego spisu powszechnego z 2011 roku liczył on 1106 gospodarstw domowych i 4810 mieszkańców (2805 kobiet i 2005 mężczyzn).